# Sud-Ouest SO.6000
Die Sud-Ouest SO.6000 Triton war ein Versuchsflugzeug des französischen Herstellers SNCASO (Société Nationale des Constructions Aéronautiques du Sud-Ouest). Es war das erste französische Flugzeug mit Strahlantrieb, das jedoch mangels verfügbarer eigener französischer Triebwerke die ersten Flüge mit einem deutschen Jumo-004-B2-Strahltriebwerk durchführen musste. Triton bezeichnet in der griechischen Mythologie einen Meeresgott.

## Geschichte
Bereits im Jahre 1943 – noch während der deutschen Besetzung Frankreichs – fand sich im Geheimen eine Gruppe um den Flugzeugkonstrukteur Lucien Servanty zusammen, die damit begann, ein zweisitziges Ganzmetall-Strahlflugzeug zu entwerfen. Der Bau des Flugzeugs begann dann trotz eines eklatanten Mangels an Werkzeugen und Maschinen sofort nach dem Kriegsende.
Nach dem Erstflug im November 1946 bestellte das französische Luftfahrtministerium optimistischerweise 54 Exemplare der Triton. Gebaut wurden insgesamt jedoch nur fünf Maschinen. Neben der eigentlich vorgesehenen Verwendung als Schulflugzeug sollte der Typ auch als fliegender Prüfstand für das erste geplante französische Strahltriebwerk Rateau SRA-1 dienen, das einen Schub von 16 kN liefern sollte.
Die Fertigstellung des Triebwerks verzögerte sich jedoch derart, dass für den Erstflug nach Alternativen gesucht werden musste. Schließlich kam ein erbeutetes und modifiziertes Junkers Jumo 004B zum Einsatz. Dies brachte jedoch zwei Probleme mit sich: Zum einen lieferte das Triebwerk nur einen Schub von 9,7 kN, zum anderen war die Zuverlässigkeit gering. Die geringe Leistung führte dazu, dass beim ersten Flug lediglich eine Höhe von etwa 300 m und eine Geschwindigkeit von 250 km/h erreicht werden konnten. Der Flug dauerte nur einige Minuten, wonach die Triton für etwa sechs Monate am Boden bleiben musste, um diverse aufgetretene Probleme zu beheben.

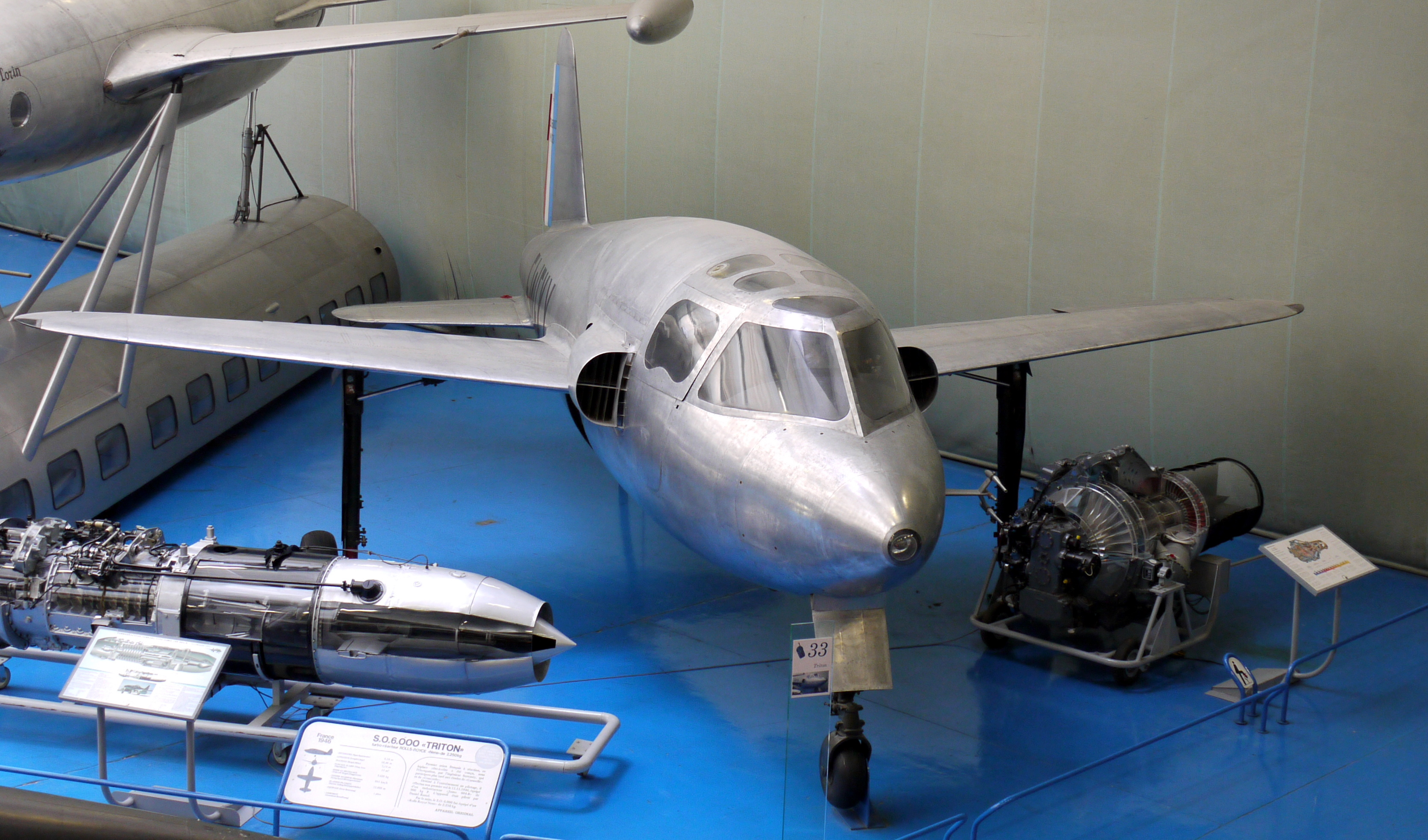
SO 6000 Nr. 3 im Museum in Le Bourget

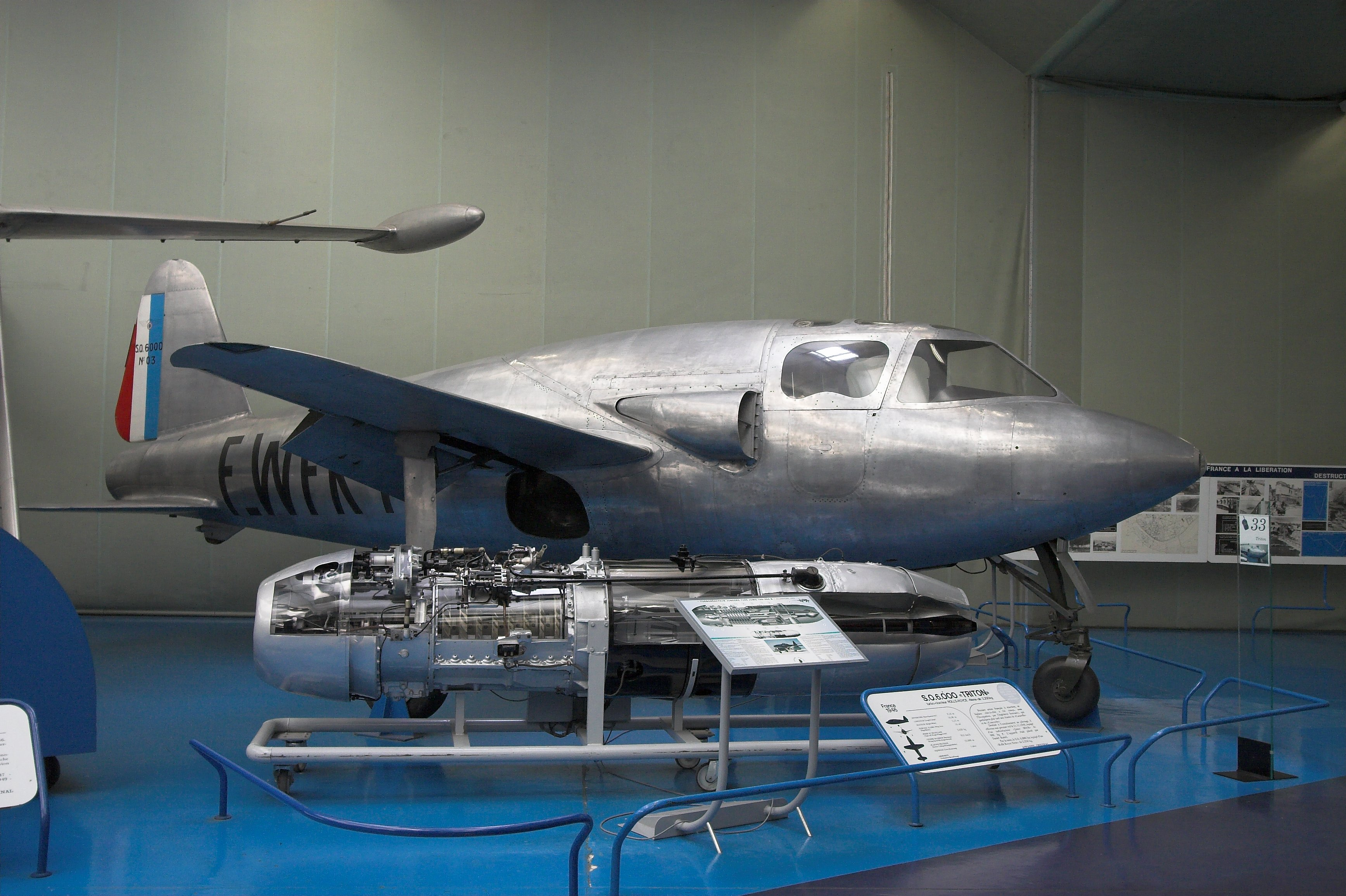
SO 6000 Nr. 3 im Museum in Le Bourget

Beim zweiten Flug am 26. April 1947, der 12 Minuten dauerte, betrug die Höhe zwar auch nur 220 m, die erreichte Geschwindigkeit wuchs aber auf immerhin 350 km/h. Mit dem Jumo 004 wurden noch sieben weitere Flüge durchgeführt, die alle die technischen Unzulänglichkeiten des Antriebs und auch die der aerodynamischen Eigenschaften der Triton aufzeigten. So führten zum Beispiel starke Vibrationen dazu, dass sich häufig Rumpfklappen während des Flugs öffneten. Die Gesamtflugzeit des ersten Prototyps betrug nur zwei Stunden.

### Installation des Rolls-Royce Nene
Bei der Suche nach einem neuen Triebwerk wurde zuerst die Beschaffung des Rolls-Royce Derwent erwogen, schließlich fiel die Wahl jedoch auf das von Hispano-Suiza in Lizenz gebaute Rolls-Royce Nene, dessen Produktion kurz zuvor in Frankreich angelaufen war. Der verfügbare Schub stieg damit auf 23,8 kN an. Das Nene wurde in die vierte Flugzeugzelle eingebaut, die zweite und dritte Zelle wurden für den noch immer geplanten Einbau des Rateaus vorgehalten. Das Rateau wurde jedoch nie geliefert. Der größere Luftdurchsatz des Nene führte auch dazu, dass neben dem Lufteinlauf im Bug zusätzlich an den Rumpfseiten weitere kleinere ohrenförmige Einläufe installiert werden mussten.

### Steigerung der Flugleistung
Die vierte Triton wurde anschließend nach Orléans-Bricy überführt, wo am 19. März 1949 der erste Flug mit dem neuen Triebwerk stattfand. Die Flugleistungen stiegen deutlich an, es wurden 950 km/h auf Meereshöhe, eine Steigrate von 3000 m/min und eine Gipfelhöhe von fast 12.000 m erreicht. Kurzzeitig wurde sogar daran gedacht, den bestehenden Geschwindigkeits-Weltrekord anzugreifen, wovon aber durch das französische Flugtestzentrum CEV (Centre d’Essais en Vol) abgeraten wurde. Auch die fünfte Zelle wurde mit dem Nene ausgerüstet und flog am 23. Mai 1949 zum ersten Mal, machte aber bereits beim achten Flug wegen Treibstoffmangels eine Bruchlandung, wonach die Maschine als wirtschaftlicher Totalschaden abgeschrieben werden musste.
Die Flugerprobung der Triton wurde am 3. November 1950 nach dem 129. Flug der vierten Maschine eingestellt, als das Triebwerk überhitzte und ein Lagerschaden auftrat.

## Konstruktion
Die „korpulente“ Rumpfform war vor allem durch die beiden nebeneinander liegenden Sitze der Piloten bedingt; hinzu kam, dass der Lufteinlauf des Triebwerks im Bug lag und zwischen den beiden Sitzen hindurchführte. Die Tragflächen, die eine deutliche V-Stellung aufwiesen, wirkten im Vergleich zum Rumpf recht klein. Das hochbeinige Bugradfahrwerk war einziehbar, der Einstieg der Besatzung erfolgte über zwei sonst für Autos typische Türen. Schleudersitze wurden erst im Laufe der Erprobung installiert. Die Kraftstofftanks fassten maximal 2100 Liter.

## Verbleib
Das dritte gebaute Exemplar ist im Musée de l’air et de l’espace in Le Bourget ausgestellt. Diese Maschine führte im April und Mai 1950 jeweils einen kurzen Flug durch. Nachdem bei beiden Flügen Probleme mit dem Fahrwerk aufgetreten waren, wurden keine weiteren Testflüge mehr durchgeführt.
| Zelle Nr. | Triebwerk                                                                                   | Betrieb/Verbleib                                                                              |
| --------- | ------------------------------------------------------------------------------------------- | --------------------------------------------------------------------------------------------- |
| 1         | Jumo 004                                                                                    | Erstflug im November 1946, Verbleib unklar                                                    |
| 2         | (reserviert f. Rateau)                                                                      | wahrscheinlich nicht geflogen                                                                 |
| 3         | Rumpf modifiziert u. a. Lufteinlauf nur über die beiden seitlichen „Ohren“ Rolls-Royce Nene | kurze Flüge im April und Mai 1950, ausgestellt im Musée de l’Air et de l’Espace in Le Bourget |
| 4         | Rolls-Royce Nene                                                                            | 129 Flüge, Verbleib unklar                                                                    |
| 5         | Rolls-Royce Nene                                                                            | Bruchlandung beim achten Flug                                                                 |

## Technische Daten
| Kenngröße             | Daten                                            |
| --------------------- | ------------------------------------------------ |
| Besatzung             | 2                                                |
| Länge                 | 10,40 m                                          |
| Spannweite            | 9,96 m                                           |
| Höhe                  | 3,10 m                                           |
| Startmasse            | 4550 kg                                          |
| Höchstgeschwindigkeit | 950 km/h auf Meereshöhe                          |
| Dienstgipfelhöhe      | 11.900 m                                         |
| Triebwerke            | ein Rolls-Royce Nene mit einem Schub von 23,8 kN |